# Ida Ou Kazzou
Ida Ou Kazzou (en àrab ايدا وكازو, Īdā wu-Kāzzū; en amazic ⵉⴷⴰ ⵓ ⴽⵣⵣⵓ) és una comuna rural de la província d'Essaouira, a la regió de Marràqueix-Safi, al Marroc. Segons el cens de 2014 tenia una població total de 5.182 persones.